# A Tale of Two Cities (Lost)
"A Tale of Two Cities" er ABC's dramaserie Losts tredje sæsonpremiere og 48. afsnit i alt. Afsnittet blev skrevet af med-skaberne/executive producers J. J. Abrams og Damon Lindelof, baseret på en historie af Lindelof og instrueret af executive producer Jack Bender. Da afsnittet først blev udsendt 4. oktober 2006 i USA blev det set af gennemsnitligt 19 millioner amerikanske seere.
Afsnittet begynder med introduktionen af Juliet Burke (Elizabeth Mitchell) og The Baracks.
Karakteren Jack Shephard vises i afsnittets flashbacks.

## Synopsis
Jack, Kate og Sawyer begynder at finde ud af, hvad de er oppe imod som The Others' fanger.
En ny karakter, Juliet Burke, forbereder et bogklubmøde i et moderne forstadshjem, men tingene går galt. Hun græder mens hun lytter til en CD med Petula Clarks Downtown og brænder sin hånd da hun prøver at redde brændende muffins ud af sin ovn ligesom det ringer på døren. Klubben er i en ophedet diskussion over Stephen Kings Carrie, men de afbrydes af hvad der lyder som et jordskælv. Gruppen forlader Juliets hus og Ben, tidligere kendt som Henry Gale for de overlevende, dukker frem med Ethan, der kigger op for at se Oceanic Flight 815 bryde i stykker i luften over dem. "Ben" beordrer hurtigt Goodwin og Ethan til at slutte sig til de overlevende, at forblive undercover og til at give "lister om tre dage". Kameraet zoomer ud og afslører at forstaden i virkeligheden ligger på øen og beboes af The Others.
Kate vågner op på gulvet af et omklædningsrum. Tom presser hende til at tage en bad og til at tage en kjole på, hvorefter hun ledes til en elegant morgenmad på stranden med Ben, der får hende til at tage håndjern på før hun spiser. Hun spørger ham hvorfor han giver hende morgenmad, og han fortæller hende at han ville give hende noget rart, hun kan huske, da de tp næste uger vil blive "meget ubehagelige". Kate presses til at tage håndjernene meget stramt på.
Sawyer vågner op i et bur i junglen nær Hydra-stationen. En teenager, Karl, i et bur ved siden af, ignorerer Sawyer til at starte med, men udviser senere interesse i Sawyers lejr og åbner så sit eget og Sawyers bur. De bliver dog begge fanget og Tom får Karl, der nu er forslået og blodig, til at undskylde over for Sawyer, før han fører teenageren væk. Sawyer regner det mekaniske puslespil i hans bur ud, selvom Tom fortæller ham, at "det kun tog bjørnene to timer". Kate sættes derefter i Karls (nu tomme) bur.
Jack vågner op i en celle i Hydra-stationen, hvor Juliet mildt forhører ham. På et tidspunkt angriber Jack hende og forsøger at flygte, mens han holder et improviseret våben mod hendes hals. Han beordrer hende til at åbne en dør, men hun nægter at adlyde, og hun påstår at hvis hun gør det vil hun dræbe dem begge. Jack kaster Juliet væk og åbner døren. Der begynder at vælte en masse vand ind i gangen. Juliet hjælper Jack med at komme ind i et tilstødende lokale og fortæller ham, at han skal trykke på en knap hun tidligere har nævnt var til nødsituationer. Han gør det og hun slår ham bevidstløs. Da han vågner viser hun ham en fil, hun siger indeholder dokumenter om hele hans liv. Juliet spørger Jack om han har nogle spørgsmå
I Jacks flashbacks: Jack gennemgår en skilsmisse fra sin kone Sarah Shephard. Han kræver at vide hvem hun har gået ud med, men hun nægter at fortælle det, så han udspionerer hende og stjæler hendes telefon. Han ringer alle numre i hendes telefonbog op, og Christian Shephards telefon ringer. Efter at have fulgt Christian til et AA-møde beskylder Jack ham for at have gået i seng med sin kone og angriber ham fysisk. Efter at Jack bliver arresteret betaler Sarah hans kaution, og fortæller ham at Christian ikke længere er ædru. Hun forlader derefter stedet med en uidentificeret mand, efter at have fortalt Jack at han "nu har noget at reparere".

## Modtagelse
Afsnittet blev set af 1,971 millioner seere i Canada på CTV, hvor det var det langt mest sete på sit sendetidspunkt.
Matthew Fox indsendte dette afsnit som sit bidrag til Emmy-kategorien for bedste hovedrolle i en dramaserie. 